# Kilómetro Treinta (Guerrero)
Kilómetro Treinta es el nombre de una comunidad perteneciente al municipio de Acapulco de Juárez, en el Estado de Guerrero, México.
Esta población se fundó hacia 1929 y recibe su nombre por encontrarse exactamente a treinta kilómetros del puerto de Acapulco.

## Población y economía local
Según los resultados que arrojó el II Conteo de Población y Vivienda 2005, efectuado por el Instituto Nacional de Estadística y Geografía, la población del Kilómetro Treinta contaba, hasta ese año, con un total de 6,163 habitantes, de los cuales, 2964 eran hombres y 3,199 eran mujeres. De su población total, un 40% son profesionistas, un 15% se dedican al comercio, el 10% al campo y un 35% a trabajar en empresas del puerto de Acapulco.[cita requerida]es el pueblo con más movimiento comercial en la zona norte del municipio de Acapulco.

## Servicios
Además cuenta también con una comisaría municipal, una ejidal, un centro de salud, un registro civil, oficinas de la Comisión Federal de Electricidad, oficina de capama, un campo de fútbol, un balneario, un panteón, dos salones para fiestas, un jardín principal y una cancha de básquetbol donde se realizan torneos, consultorios médicos particulares y por la parte religiosa cuenta con una parroquia y cuatro capillas.[cita requerida]
Dentro de sus establecimientos comerciales existe un mercado, tiendas de ropa y abarrotes, farmacias, papelerías, restaurantes, dos centros de cafe internet, tortillerías, etc.[cita requerida]